# セガラリーチャンピオンシップ
『セガラリーチャンピオンシップ』 (SEGA RALLY CHAMPIONSHIP) は 、セガが開発し1995年2月に稼働開始されたアーケード用レースゲーム。

## 概要
WRCをモチーフとしており、実在するラリーカーを操作し高順位あるいは経過タイムを競うもので、それまでの「ラリーゲームは売れない」というジンクスを払拭した、後のラリーゲームの元祖とも言える作品である。
実世界のラリーではタイムアタックで順位を競い、コースアウトする可能性があるが、セガラリーチャンピオンシップのゲーム内では同時に走行する他の車両との競走で、コースアウトが発生しないレースゲームとなっている。ゲームバランスを含む修正が加えられた前後で前期型と後期型があり、後期型は一部の標識も変更されている。
特殊な派生版としては、SEGA新宿ジョイポリスに大型プロジェクタと本物のWRCワークスカラーであるセリカ GT-FOUR(ST205)を使用しアトラクションとして設置された『セガラリー スペシャルステージ』が存在した。

## システム
4ステージを連戦して1位を目指すモードのチャンピオンシップと練習用のプラクティスがあり、チャンピオンシップでは敵車が14台（前期型では15台）現れる。敵車のうち1位になるのは車種選択時に選ばなかった車種が選ばれ、プラクティスにも登場する。ツイン筐体であれば『デイトナUSA』と同じく対戦が可能である。グラフィクスの演出としてウインドウガラス上空の景色が映り込みが見られる。3Dと2Dの統合技術として、沿道の木や人物は板状の書き割りで表現されていて、カメラ視点に対して正面を向く。木は十字型の書き割りで向きは固定して配置される。この手法は『セガラリー2』でも用いられた。車両が跳ね上げる砂利のエフェクトは視点に対して正面を向く平面上のテクスチャアニメーション、自車外視点では断続的に発生させていた。車の挙動では、サスペンションの動きが表現され、ターマックステージではタイヤがスリップした際に路面に付くタイヤ痕が表現された。悪路走行時の砂利の音や水溜りを通過する際の音は実車よりサンプリングされたものを加工して使用された。

## 筐体
ツイン筐体とDX筐体のほか、大型アミューズメント施設向けのSS(スペシャルステージ)が存在する。筐体は細部のデザインを除いては『デイトナUSA』、『デザートタンク』と同じであった。『セガラリー』は完成品の筐体のみ出荷されており、デイトナ筐体からのコンバージョンキットなどは存在しない。H型ゲートのシフトレバーは、デイトナUSAではアルミ製だったがメッキ製に変更された。オペレータ向けの設定画面には筐体種別を登録する項目があり、この設定によってステアリングにかかるフォースフィードバックの制御と、ゲーム中の自車後方からの視点の位置が若干変化する。ツイン筐体とDX筐体ではステアリングユニットの構造が異なることや、画面サイズやプレーヤーから画面までの距離が異なることに対して最適化するための設定である。新宿ジョイポリスに設置されたオープン当初のバージョンのSSでは、実車をムービングエリアに換装し、投影型ワイドプロジェクタを3台横並びに設置した。1プレイ400円であった。
アーケード版はツインタイプも出回っていたが大型筐体は最大4人同時対戦が可能。カーブや路面の状態にあわせてハンドルに抵抗がかかったり、振動や衝撃がシートに伝わったりする事で実車に近い操作感覚が堪能できる臨場感を出していた。

## LIVEモニタ
『セガラリー2』を含めたこの2作品も『バーチャレーシング』からはじまったこのシステムの例には漏れず、ツイン筐体同様光ファイバーケーブル2本（ディジーチェーン方式）を使用したリンク方式のLIVEモニタに対応する。アーケード版独自のオプション品として稼動筐体内蔵の同ボード一組が内蔵される。ツイン筐体では使用していないプレイヤー側を設定により変更することで店舗大会や店頭デモンストレーションなどで活用できる。このプレーヤー車を追っていくカメラ視点移動方式はコンシューマ版リプレイやエンディングへ応用されることとなる。余談としては、秋葉原ハイテクセガでは当時店頭稼動デモとしてバーチャレーシング筐体のワイドモニタを店頭のガラス越しに置いてデモンストレーションしていた。

## 登場車種
ゲーム中の車両は、ランチアとトヨタの許諾を得て、実在のラリーカー、デルタHFインテグラーレエヴォルツィオーネII'92WRC仕様とトヨタニューセリカGT-FOUR WRC仕様 (ST205) （外観は一部の205と185のデザインを使用している）を使用しており、カラーリングなどもWRCを戦うワークスマシンを忠実に再現している。ただし、エグゾースト以外の走る・曲がるといったゲーム上の基本性能は両車とも同一となっている。更に『2』からスバル、三菱、プジョー、ルノー、フォード、フィアットとより多くのラリー史実に携わっているメーカーが加盟することとなった。『2006』からシトロエンが、『REVO』ではシュコダ、BMW、アウディ、フォルクス・ワーゲンが追加となっている。
セガサターン版では、上記の2車のほかに隠し車種としてランチア・ストラトスが追加されている（後にセガラリー2にて登場）。4WDのデルタやセリカと全く異なるハイパワーMR車の表現として、最高速と回頭性は高いが駆動輪が空転しやすくドリフト状態から復帰しにくいという極端な性能差がつけられており、その操作は非常に難易度が高い。『2』からはFF車も加わり、車種間での操作性の違いを色濃くさせるものとなり、より各モード上のタイムアタックなどでの攻略性が深くなった。

## 移植版
1995年にMODEL2基板を使用したオリジナル『セガラリーチャンピオンシップ』がアーケードゲームとしてリリースされ、その後セガサターン、Windows PC、携帯アプリ、ゲームボーイアドバンス、PlayStation 2向けにマルチプラットホーム展開された。
携帯型ゲーム機および携帯電話ゲーム版は、手軽さを最優先される下位ビット機種へのダウングレード移植のため、いずれも単なるダウンバート移植ではなくポリゴン数、テクスチャ、エフェクト、ドット数の制約により続編からの進化はないものの、付加要素(販売時期の車種のアップデートなど)は可能な限り受け継いでいる。いずれも操作性の簡素化されたデジタルデバイス機器への移植のため、ライトなフィーリング最優先の移植レベルとなっている。

### セガサターン版
アーケード版に忠実な移植が行われているとともに、画面分割による2人対戦プレイ、「カーセッティングモード」、上述の隠し車種のストラトスなど、タイムアタック時のゴーストカー導入などいくつかの追加が行われている。移植参考はMODEL2オリジナル版後期型ROM。プロデューサーはアーケード版と同じく水口哲也。移植作業はCS（家庭用）チームが担当し、アーケード版を開発したAM3研からはデザイナーの佐々木建仁、プログラマーの山本宗平の2名のみがスーパーバイザーとして参加した。
アーケードモードには制限時間内に全コースの完全走破を目指す「チャンピオンシップモード」と、DESERT(EASY)、FOREST(MEDIUM)、MOUNTAIN(EXPERT)、の中から1コースを選びコンピューターカーとともに練習できる「プラクティスモード」が用意されている。
秒間表示フレーム数はアーケードの60枚から半分の30枚に落ちているが、同機種版『デイトナUSA』時の200ライン描画からインタレース描画機能の導入とコースレイアウトの工夫により背景が急に現れる場面は少ない。
3Dの2D統合技術的には跳ね上げの砂利の2Dテクスチャトーン、観客、木などの背景の前に来る前景においてはカメラ視点角度追随型。視点位置により視点方向に書割り表面が向いて方向が追随するところはアーケード版と同じ。後ろの瓦礫の山肌、建物などポリゴン数を落としつつ、テクスチャ表示エリアを短縮させているものの、トンネル外からトンネル内より先の背景までも表示するが、山肌までの前景まではトンネルの長さによって(例:中級ステージ)は非表示。煙などのエフェクトまではこの時点では反映に至っていない。
後に『セガラリーチャンピオンシップ・プラス』として、X-BANDによる通信対戦やセガマルチコントローラー（アナログ操作パッド）に対応した改訂版も発売された。この改定に伴い同機種版『デイトナUSA』（1995年）も後に『デイトナUSA・サーキットエディション』としてグラフィック共に上記『プラス』製作スタッフの手で同等レベルのリニューアルを行っており、以後同機種版『電脳戦機バーチャロン』（1995年）など大型筐体からの移植物はこの頃の技術が応用されることとなる。
DESERT (初級)
全体的にコースの道幅は広い。シマウマやゾウなどの動物たちが暮らしている中を砂ぼこりをまき上げながら走るコース。ヘリコプターが接近する時や、ギャラリーが多くいる所がある。
FOREST (中級)
深い森の中を爆音をたてながら疾走する森林コース。アップダウンが激しくジェットコースター感覚の特徴がある。スタートすると登り坂が続くが、頂上にヘアピンがあり、そこを過ぎると下りのルートになる。アーケード版よりも樹木が大量に追加されている。
MOUNTAIN (上級)
多くの湖とヨーロッパ風の建物が続くコース。道幅はかなり狭い。序盤から左右のコーナーが続き、最後に大きなヘアピンがあるなど、起伏の激しいコースとなっている。

### Windows (SEGA PC) 版
セガサターン版の移植である。推奨対応環境はWindows 95/98で、描画はDirectX5以上。体験版も配布された。
シリーズのいずれもリリース時点のハードウェア要求としては3D表現レベルの緻密化により、その時代のミドルクラス以上の3Dグラフィクスボードを必須とし、リリース毎にその要求幅は高くなっていった傾向にある。ノートPCでの動作はハードウェア進化により可能となるゲーミング用ノートPC、モバイル向けミニノートPCなども近年登場しており、旧作においては後の世代の対応外OS間の互換性をユーザーレベルで対処の上、推奨サポート外としているものの、スペックに余裕があればWindows 2000以降に出てきたフリーウェアである仮想光学ドライブ化ツールなどイメージデータ組み合わせ利用上の動作例もある。『REVO』ではメモリキャッシュを大幅利用したローディングシーケンスとなった。

### ゲームボーイアドバンス版
『2』リリース後の作品でありGBAへのポリゴン作品元年ということもありフラットシェーディング、グーロシェーディングなどのエフェクトが削減、ダウングレード化されているものの車種のセレクトは『2』デフォルト準拠より一部車種はWRC史実の世代の流れにより例としては「フォード・エスコートWRC｣から「フォード・フォーカスRS｣へ変更され、隠し扱いであった車種は大幅削減となってしまったがそれでも充分にフィーリングは味わえる。また、以下の車種が登場する。
- スバル・インプレッサ(GDB型)
- 三菱・ランサーエボリューション7
- フォード・フォーカスRS
- トヨタ・カローラ WRC
- トヨタ・セリカ GT-FOUR ST205（隠し車種）
- ランチア・デルタ HFインテグラーレ（隠し車種）
- ランチア・ストラトス HF（隠し車種）

### 携帯電話ゲーム版
携帯電話W21T(EZアプリ_(BREW)対応)プリインストール同梱。
セガラリーオリジナルを基に製作。EZweb用ゲームサイト"セガ・パレード"内コンテンツ。ポリゴン数、テクスチャは削減されているものの再現力は当時の携帯アプリ移植レベルとしてはよくできており、その後数多くの携帯アプリへのポリゴン作品移植の指標ともなった。また、以下の車種が登場する。
- トヨタ・セリカ GT-FOUR ST205
- ランチア・デルタ HFインテグラーレ

## 開発
プロデューサーとして水口哲也が制作の指揮を取った。アシスタントディレクターは後に『頭文字D ARCADE STAGE』のディレクターを務めることになる松本功、チーフグラフィックデザイナーは佐々木建仁だった。BGMは光吉猛修、ゲーム中のボイスは当時AM3研のCGプログラマーだったケネス・イブラヒムによるものであった。他にも、自動車を専門とするイラストレーターの古岡修一が協力していた。

## スタッフ
アーケード版
- チーフ・プログラマー：山本宗平
- プログラマー：山本堅一、林忍、しおざきさとし
- チーフ・グラフィック・デザイナー、ディレクター：佐々木建仁
- グラフィック・デザイナー：勝治公美子、新井健二、山緜誠一、いえむらともこ、かもがわなちよ
- 音楽：光吉猛修
- 音楽、効果音：河村知之
- メカニカル・エンジニア：吉本昌男、やまだまさよし、小山宏樹、たかはしひろゆき、高杉知哉、大橋拓也
- キャビネット・グラフィック・デザイナー：ひらとじゅん
- スペシャル・サンクス：トヨタ自動車、フィアット、ランチア、シーワン、古岡修一、あきやまこう
- ナビゲーター音声：ケネス・イブラヒム
- アシスタント・ディレクター：松本功
- プロデューサー：水口哲也

セガサターン版
- ヘッド・プログラマー：服部隆一、堀修
- プログラマー：戸谷弘一、わたなべやすひろ、海部浩司
- ヘッド・グラフィック・デザイナー：松浦稔、杵村史朗
- グラフィック・デザイナー：和田さおり、くぼまさし、きたがわまいこ
- サウンド・ディレクター：幸崎達哉
- 音楽：幡谷尚史
- 効果音：岡元清郎、幸崎達哉
- サウンド・プログラマー：山本尚美、井上忠彦、香嶋良昭
- ナビゲーター音声：ケネス・イブラヒム
- スペシャル・サンクス：佐々木建仁、山本宗平、マリオ・コツァ、トヨタ自動車、フイアット、ランチア
- スーパーバイザー：藤本吉郎
- プロデューサー：水口哲也
- ディレクター：服部隆一、中村篤彦

## 評価
| 項目 | キャラクタ | 音楽 | お買得度 | 操作性 | 熱中度 | オリジナリティ | 総合 |
| 得点 | 4.3        | 4.3  | 4.4      | 4.3    | 4.5    | 4.0            | 25.8 |

アーケード版はゲーム誌『ゲーメスト』の企画「第9回ゲーメスト大賞」（1995年度）において、ベストアクション賞8位、ベストグラフィック賞9位、年間ヒットゲーム25位、編集部特別賞を獲得した。
移植版の評価として、ゲーム誌『ファミ通』の「クロスレビュー」においてセガサターン版は9・9・9・9の合計36点（満40点）でプラチナ殿堂を獲得、ゲームボーイアドバンス版は合計26点とやや高評価となった。
徳間書店のゲーム誌における読者投票による「ゲーム通信簿」での評価は右記の通り、セガサターン版は『メガドライブFAN』において合計25.8点（満30点）と高評価となった。
セガサターン版に関する評価として、『ファミ通』のレビュアーからは移植度に関して絶賛する意見が多く挙げられ、浜村通信は「完璧移植」と断言した上でドリフトの感覚やグラフィックの美しさ、操作性などを絶賛、羽田隆之は対戦車の動作やタイムがアーケード版と異なると指摘しながらも、セガサターン版のオリジナル要素が多い事を称賛、ローリング内沢は『デイトナUSA』のようにポリゴンが欠ける事がない点やオリジナル要素に関して称賛した。また画面2分割の対戦モードに関しては渡辺美紀および内沢は肯定的に評価したが、ナビゲーションが無い事に関しては浜村および渡辺は否定的に評価した。

## シリーズ展開
続編としてMODEL3基板を使用した『セガラリー2』が1998年にリリース。ドリームキャスト版の『2』では、登場車種とコースが大幅に追加されるとともにモードの拡充化や登場する各車の解説モードが追加され、一部のWRC専門誌などでも紹介された。
更に『セガラリー2006』がPlayStation 2用ソフトとして2006年1月12日にリリース、初回限定版で前述セガラリーチャンピオンシップの移植版が特典として同梱される。なお『2006』以降はコンシューマ機展開され、アーケード市場からは一旦姿を消すこととなる。
2008年には『セガラリーREVO』をPLAYSTATION 3、PSP、Xbox 360、Windows PC向けにマルチプラットフォーム展開。Sega Europe (SOE) は『REVO』Windows PC版リリースの落ち着いた2008年4月初頭にREVOの主な開発拠点であるSEGA Driving Studioを閉鎖としたところ同月、数あるラリーゲームに関わりのあるイギリスCodemastersが同スタジオ買収により、閉鎖の危機は免れた。そして2008年、『REVO』ベースであるアーケード版『セガラリー3』を発表し、同年6月ごろに稼働開始した。2011年には『3』をベースとしたPS3/360向け移植版『Sega Rally Online Arcade』のダウンロード配信が配信開始された。
制限時間内にコースを完走することが必須目標となっている。コース中にはチェックポイントが用意され、これを通過することで残り制限時間が増える。レース中に先行している他のマシンを追い抜くことで順位が上がる。
従来のラリーゲームと違いヒットした要因として、3Dポリゴン化によるリアルさの強化に加え、路面や車の特性の感覚的なものまでリアルに再現したことが上げられる。それまでのラリーゲーム上、「砂地は滑りやすい」程度だったが、セガラリーはドリフト時に「タイヤの横面で砂利を押し分けている」ような感覚までをも再現した。特に『2』においては、車種による加速力や最高速だけでなくオーバーステア・アンダーステアの程度や重心位置・駆動方式などによるクセの違いまでも再現している。
これにより車を操る面白さに加え、車の特性を感じ取れる楽しさ、それが更にラリー独特の変化に富んだ路面を感じ取り走りを適宜変える面白さを提供することが出来、一方でコースアウトや横転をせず、障害物にぶつかってもダメージを受けない、視界を妨げる泥のウインドウ付着においては反映されない点など、あえてシミュレータとしてのリアルさを廃し、本来のラリーであれば複数台が同時に走行して順位を競うことはないが一般的なレースゲームと同様に同時に走行するレース形式とし、良い意味でデフォルメを加えて走りを楽しめるようにしてある点はシリーズ共通である。これらにより「ラリーゲームは売れない」ジンクスを打破することに成功した。
更に、コースマップを表示せず、「コ・ドライバー」と呼ばれる、この先のコース状況を説明する者がマップ代わりをするというゲームシステムを採用し、レース状況も如何にもラリーらしい感じに仕上がっている（「REVO｣ではコースマップを表示している。設定でコースマップを非表示にすることが出来る）。
『2006』では視覚効果のリアルさを追求し、『REVO』では「轍システム｣によりこれまでスキール痕の例に漏れず、感覚的効果による固定の物でごまかしていた物を動的視覚形状化の反映とすることでリアルタイム性の向上を図った。また、『REVO』の隠し要素としてWRC外のパリダカなどのクロスカントリーカテゴリーの車種(マクレー・エンデューロ、MINI、ハマーなど)やヨーロッパで主流のラリークロス系や欧米主流であるかつてのパイクスピーク歴代系、WRCで施行前に撤回されたカテゴリであるグループSなどの日本人からみればマイナーカテゴリ的な競技用の車種もゲーム趣旨に近くなる形で出現する。

## 関連商品
- 書籍
  - セガラリー・チャンピオンシップ必勝攻略法 (セガサターン完璧攻略シリーズ) 双葉社(ASIN-4575285641)
  - セガラリー・チャンピオンシップ コースアタックマニュアル アスペクト(ASIN-4893664603)
  - セガラリー・チャンピオンシップ コンペティションドライビングガイド (アーケード完璧攻略シリーズ) 双葉社(ASIN-4575285056)
  - セガラリー2 オフィシャルガイド (SEGA OFFICIAL BOOKS) ソフトバンククリエイティブ(ASIN-4797306238)
  - セガラリー2コンペティションドライビングガイド (アーケードゲーム完璧攻略シリーズ) 双葉社(ASIN-4575161136)
  - セガラリー2 ドライビングナビゲーション アクセラ(ASIN-4873000173)
  - セガラリー2 必勝攻略法 (ドリームキャスト完璧攻略シリーズ) 双葉社(ASIN-4575161543)
  - セガラリー2完全攻略 モーターマガジン社 (ASIN-4943924166)
- サウンドトラック
  - Sega Rally Championship "Ignition" (TYCY-5438)1995年5月17日発売。東芝EMI/ユーメックス 3,000円（税込）
  - Sega Rally Championship Complete "Competition" (TYCY-5484)1996年2月7日発売。 東芝EMI/ユーメックス 2,000円（税込）
  - SEGA RALLY 2 (MJCA-00017)1998年04月01日発売。 ＭＭＶ/ポニーキャニオン 2,310円（税込）[注釈 4]
  - SEGA RALLY 2 RE-ARRANGE ALBUM another entries (PCCG-00520)1999年12月17日発売。 ポニーキャニオン 3,150円（税込）
  - SEGA RALLY 2006 ORIGINAL SOUND TRACK (WWCE-31116)2006年1月18日発売。 ウェーブマスター/エイベックス 2,400円（税込）
  - Sega Rally Revo / Game O.S.T (B001DL1NIS)2008年8月26日 発売。 Sumthing Else [注釈 5]
  - SEGA RALLY CHAMPIONSHIP 1995-New Century Arrange Album- (KICS-1923)2013年7月24日発売。キングレコード 2,34円（税込） [注釈 6]
  - SEGA RALLY CHAMPIONSHIP - 30th Anniv. Album - (WM-0879) ウェーブマスター 3,630円 [注釈 7]